# Svatá Trojice z Českých Budějovic
Sousoší Svaté Trojice je dílem anonymního sochaře označovaného jako Mistr Oplakávání ze Žebráku z doby po roce 1512. Ch. Salm dílo považuje toto i další díla Mistra Oplakávání ze Žebráku za jedny z nejlepších gotických soch své doby. Sousoší Svaté Trojice je vystaveno ve stálé expozici Alšovy jihočeské galerie v Hluboké nad Vltavou.

## Historie
Pochází patrně z oltáře sv. Trojice farního kostela sv. Mikuláše (oltář doložen 1381), nebo ze špitálního kostela sv. Trojice (zal. 1515) v Českých Budějovicích. Dílo bylo zakoupeno ze soukromé sbírky v 90. letech 19. století pro Městské muzeum v Českých Budějovicích. Odtud bylo převedeno do sbírky Alšovy jihočeské galerie v Hluboké nad Vltavou v roce 1953.

## Popis a zařazení
Socha z lipového dřeva o výšce 107 cm, se zbytky polychromie. Restaurováno v letech 1900 (J. Wodiczka), 1960 (L. Slánská), 1999 (MG).
Předlohou mohl být dřevoryt Albrechta Dürera (1511), ale pohyb a expresivní ztvárnění postavy Krista jsou vypracovány samostatně s originalitou, která nemá přímý vzor. Kompozice postav odkazuje spíše k dílům starším, jako je tondo se sv. Trojicí Jeana Malouela (1400) nebo oltářní křídlo Bernta Notkeho v Lübecku (1483).
Trůnící Bůh otec drží v rukou bezvládné, vyhublé a zmučené Kristovo tělo, které je prohnuto do oblouku. Levou rukou drží Krista na hrudi a prsty se téměř dotýká jeho rány v boku. Bůh otec s dlouhými vlasy a vousy má na hlavě korunu zdobenou dvěma pruhy zubořezu. Je oděn do dlouhého pláště se zbytky červeného pigmentu a roucha, které je v pase podkasané. Ježíšova hlava má trnovou korunu a pootevřené oči. Není opřena o rameno otce, ale je vychýlena aby více zdůraznila myšlenku pokory. Ikonograficky výjev představuje Svatou Trojici jako tzv. "Trůn milosti" (Gnadenstuhl, Throne of Grace). Chybějící holubice – symbol Ducha svatého, byla patrně připevněna na oltáři nad sousoším. Okraj podstavce a sloupky trůnu jsou zdobeny obloučkovým vlysem.
Postava Boha Otce má mohutnou statickou pyramidální formu, zatímco Kristus je útlý a nohama se sotva dotýká země. Otec ho pozvedá a prezentuje jako kontrast křehkosti božského vtělení s neporušitelným božstvím. Sochař tak možná poukazuje na to, že v díle spásy náleží hlavní iniciativa Bohu Otci a vykoupení, získané obětí Krista, je výlučně darem Boha.
Historikové umění, počínaje Josefem Opitzem, řadí sousoší k dílům Mistra Oplakávání ze Žebráku. Podle Homolky, který nachází analogie k sedícím figurám oltáře v Altmünsteru, byl sochař obeznámen s vídeňským sochařstvím (M. Tichter). Předpokládá se, že kolem roku 1511-1512 podnikl cestu do Podunají. Zřejmé analogie s bavorským sochařstvím, zejména s díly Hanse Leinbergera, který byl aktivní ve stejné době, zmiňuje P. Kováč.
Datace sousoší může být vztažena k založení špitálního kostela sv. Trojice roku 1515, které následovalo po vlně morových epidemií, z nichž ta první roku 1495 zahubila téměř polovinu obyvatel města.

### Příbuzná díla

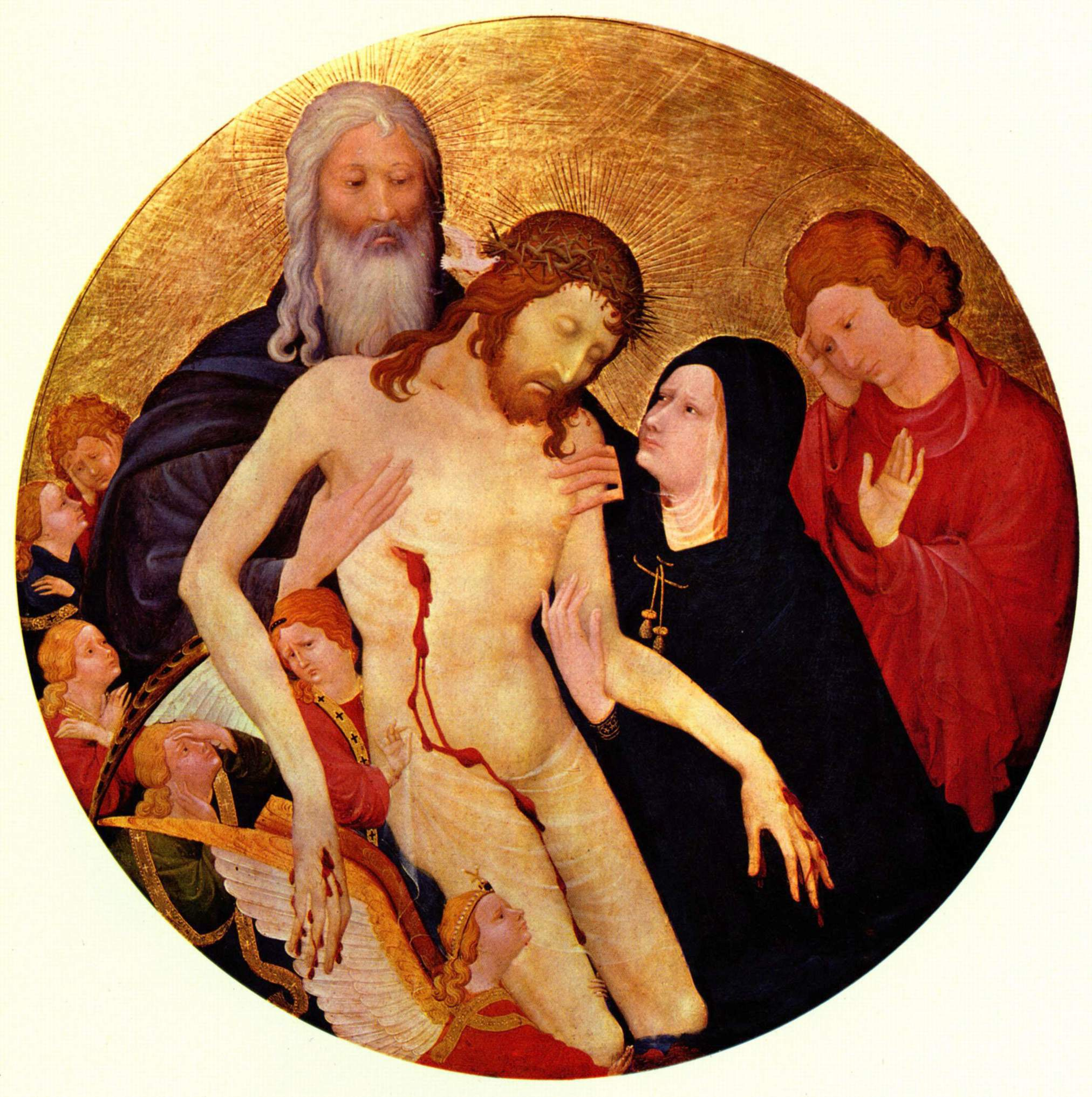
Jan Malouel
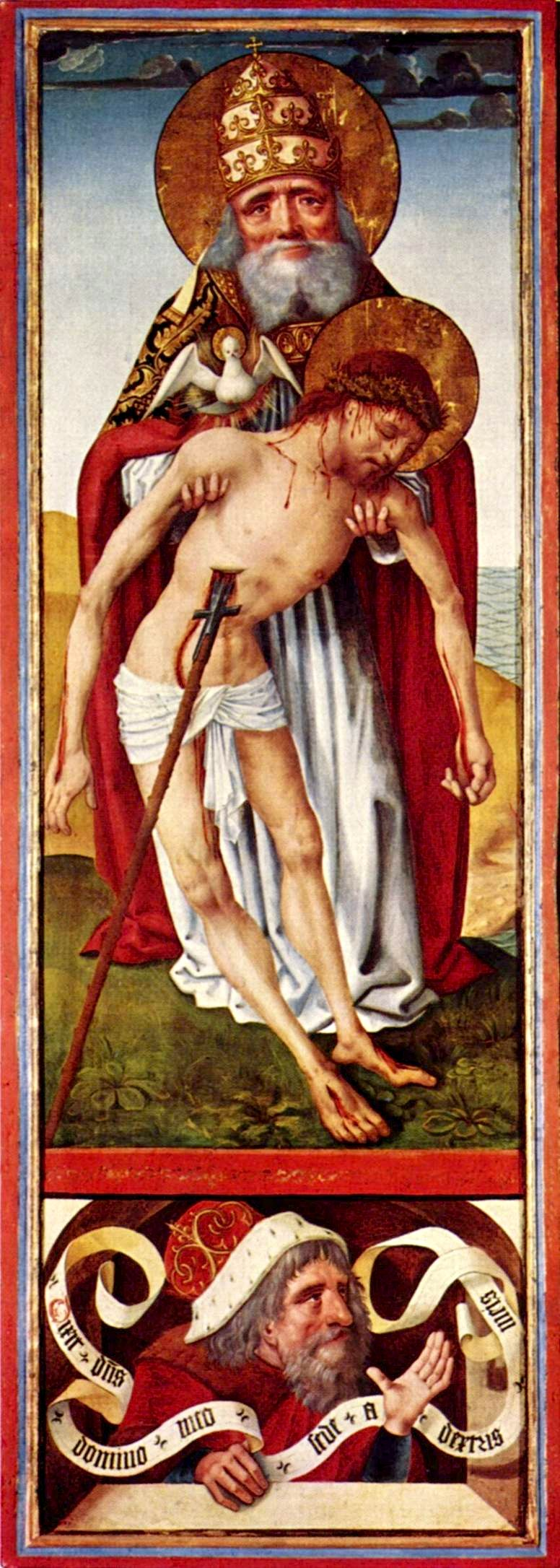
Berndt Notke